# Ragnar Skancke
Ragnar Skancke (Ås, 9 novembre 1890 – Fortezza di Akershus, 28 agosto 1948) è stato un politico norvegese.
Esponente dell'Unione Nazionale, fu dal 1941 al 1945 Ministro dell'Istruzione e degli affari religiosi, nel governo collaborazionista guidato da Vidkun Quisling. 

## Biografia
Era un rispettato professore di ingegneria elettronica all'Istituto Tecnologico di Trondheim e un membro dell'accademia norvegese delle Scienze e delle Lettere.
Il 9 aprile 1940, a seguito dell'Operazione Weserübung, Quisling tentò con un colpo di stato di ottenere le redini del paese e Skancke venne scelto come Ministro del Lavoro ma egli - che aveva appreso la notizia dalla radio - non accettò questo incarico, in un esecutivo che dopo 5 giorni fallì. 

### Ministro dell'istruzione
Il 25 settembre dello stesso anno il reichskommissar Josef Terboven, principale leader tedesco nella Norvegia occupata, nominò un consiglio dei ministri per assisterlo nel governo dello Stato: Skancke venne scelto come consigliere di Stato per gli affari della Chiesa e dell'Istruzione, venendo promosso al rango di ministro degli stessi settori, esattamente un anno dopo.
Il 1º febbraio 1942 proseguì nell'incarico anche nel governo Quisling.
Durante il suo impegno collaborazionista nella Norvegia occupata, Skancke agì quasi sempre in maniera passiva, ma non esitò a mettere in atto contromisure quando incontrò opposizione alle sue direttive. Pur non avendo giocato un ruolo di primo piano nel processo di "nazificazione" dei sistemi religioso e scolastico del paese scandinavo, il professore si prese la responsabilità di licenziare i vescovi, sacerdoti e insegnanti che si opponevano ai dettami nazisti. Ordinò inoltre ai docenti e agli studenti di partecipare a una mostra Gioventù hitleriana tenuta a Oslo nel febbraio 1941 (causando il primo sciopero dai tempi dell'occupazione) e di confiscare i libri degli autori anti-Quisling.
Fu tuttavia contrario sia alla deportazione degli insegnanti "refrattari" al nuovo regime nella freddissima contea di Finnmark sia al progetto, ventilato da Terboven il 5 luglio 1941 ma alla fine non attuato, di trasferire in Germania tutte le campane delle chiese norvegesi al fine di utilizzare i materiali delle stesse per scopi bellici e industriali.
L'8 maggio 1945, con il crollo delle armate naziste in Norvegia e nel resto d'Europa, il governo Quisling cadde e di conseguenza Skancke venne arrestato.

### Condanna e fucilazione
Accusato di alto tradimento, Ragnar Skancke venne condannato a morte nel 1946; nel marzo del 1947 la Corte Suprema Norvegese respinse il ricorso presentato dalla difesa e confermò la sentenza. In seguito di ciò, Skancke tentò di ottenere un nuovo processo, presentando nuove prove e testimonianze: non riuscendoci, fece una domanda di grazia, forse puntando sul fatto che lo stato d'animo della popolazione locale, man mano che il ricordo della guerra diventava meno vivo, si stava orientando sempre più verso la clemenza nei confronti dei ministri collaborazionisti.
Tutti gli appelli alla clemenza furono tuttavia respinti e Skancke venne fucilato da un plotone presso la fortezza di Akershus il 28 agosto 1948; divenne per questo noto anche come l'ultima persona ad essere giustiziata in Norvegia, che da allora abolì la pena di morte per tutti i reati, compresi i crimini di guerra e l'alto tradimento. Prima della sua esecuzione, l'Alta Corte di Giustizia aveva ricevuto le lettere di 668 sacerdoti che imploravano pietà per conto di Skancke. Skancke fu uno dei soli tre capi nazisti norvegesi (gli altri due erano Quisling e Albert Viljam Hagelin) ad essere condannati a morte per motivi politici nella purga dei traditori della patria: gli altri 35 infatti si erano macchiati di fatti di sangue o di spionaggio sistematico.